# Andrew Brunette
Andrew Brunette, född 24 augusti 1973 i Sudbury, Ontario, är en kanadensisk före detta professionell ishockeyspelare. Han spelade över 1 100 matcher i NHL under sin aktiva karriär.

## Karriär
Brunette spelade länge i lägre divisioner innan han kom till NHL. Från 1990 till 1993 spelade han för Owen Sound Platers i OHL. 1993 erhöll han Eddie Powers Memorial Trophy. Samma år värvades Brunette till Hampton Roads Admirals i ECHL innan han gick vidare till Providence Bruins och Portland Pirates i AHL. 1995–96 kom han så till NHL och Washington Capitals. Han värvades av Nashville Predators för säsongen 1998–99.
Efter att ha spelat säsongen med Predators, flyttade han till det nyskapade laget Atlanta Thrashers och spelade två säsonger där innan han flyttade till Minnesota Wild under säsongen 2001–02. Han gjorde det avgörande målet mot Colorado Avalanche i suddendeath i sjunde matchen i Western Conference-kvartsfinalen den 22 april 2003. Brunette stannade med Wild fram till 2004 och tecknade ett kontrakt som en free-agent för Colorado Avalanche under lockoutsäsongen 2004-05.
Säsongen 2006-07 gjorde Brunette sin bästa säsong poängmässigt. Han gjorde 83 poäng på 82 matcher för Avalanche. Brunette gjorde även sin 500:e poäng i NHL i Avalanchetröjan den 26 oktober 2007.
Den 1 juli 2008 skrev Brunette återigen ett treårskontrakt med Minnesota Wild, värt $7 miljoner dollar. Han spelade tre säsonger för Wild mellan 2001 och 2004.
Brunette tecknade sedan ett kontrakt med Chicago Blackhawks 1 juli 2011, och gjorde sin sämsta säsong poängmässigt med låga 27 poäng på 78 matcher.
Den 13 februari 2013 meddelade Brunette att det är färdigspelat för honom, dels på grund av NHL-lockuten 2012, dels för sina skador som han dragit på sig under sin karriär. Det blev exakt 1 100 matcher i ligan och 733 poäng för Brunette.

## Statistik

### Klubbkarriär
| 1990–91    | Owen Sound Platers     | OHL        | 63   | 15  | 20  | 35  | 15  | –  | –  | –  | –  | –  |
| 1991–92    | Owen Sound Platers     | OHL        | 66   | 51  | 47  | 98  | 42  | 5  | 5  | 0  | 5  | 8  |
| 1992–93    | Owen Sound Platers     | OHL        | 66   | 62  | 100 | 162 | 91  | 8  | 8  | 6  | 14 | 16 |
| 1993–94    | Hampton Roads Admirals | ECHL       | 20   | 12  | 18  | 30  | 32  | 7  | 7  | 6  | 13 | 18 |
| 1993–94    | Providence Bruins      | AHL        | 3    | 0   | 0   | 0   | 0   | –  | –  | –  | –  | –  |
| 1993–94    | Portland Pirates       | AHL        | 23   | 9   | 11  | 20  | 10  | 2  | 0  | 1  | 1  | 0  |
| 1994–95    | Portland Pirates       | AHL        | 79   | 30  | 50  | 80  | 53  | 7  | 3  | 3  | 6  | 10 |
| 1995–96    | Portland Pirates       | AHL        | 69   | 28  | 66  | 94  | 125 | 20 | 11 | 18 | 29 | 15 |
| 1995–96    | Washington Capitals    | NHL        | 11   | 3   | 3   | 6   | 0   | 6  | 1  | 3  | 4  | 0  |
| 1996–97    | Portland Pirates       | AHL        | 50   | 22  | 51  | 73  | 48  | 5  | 1  | 2  | 3  | 0  |
| 1996–97    | Washington Capitals    | NHL        | 23   | 4   | 7   | 11  | 12  | –  | –  | –  | –  | –  |
| 1997–98    | Portland Pirates       | AHL        | 43   | 21  | 46  | 67  | 64  | 10 | 1  | 11 | 12 | 12 |
| 1997–98    | Washington Capitals    | NHL        | 28   | 11  | 12  | 23  | 12  | –  | –  | –  | –  | –  |
| 1998–99    | Nashville Predators    | NHL        | 77   | 11  | 20  | 31  | 26  | –  | –  | –  | –  | –  |
| 1999–00    | Atlanta Thrashers      | NHL        | 81   | 23  | 27  | 50  | 30  | –  | –  | –  | –  | –  |
| 2000–01    | Atlanta Thrashers      | NHL        | 77   | 15  | 44  | 59  | 26  | –  | –  | –  | –  | –  |
| 2001–02    | Minnesota Wild         | NHL        | 81   | 21  | 48  | 69  | 18  | –  | –  | –  | –  | –  |
| 2002–03    | Minnesota Wild         | NHL        | 82   | 18  | 28  | 46  | 20  | 18 | 7  | 6  | 13 | 4  |
| 2003–04    | Minnesota Wild         | NHL        | 82   | 15  | 34  | 49  | 12  | –  | –  | –  | –  | –  |
| 2005–06    | Colorado Avalanche     | NHL        | 82   | 24  | 39  | 63  | 48  | 9  | 3  | 6  | 9  | 8  |
| 2006–07    | Colorado Avalanche     | NHL        | 82   | 27  | 56  | 83  | 36  | –  | –  | –  | –  | –  |
| 2007–08    | Colorado Avalanche     | NHL        | 82   | 19  | 40  | 59  | 14  | 10 | 5  | 3  | 8  | 2  |
| 2008–09    | Minnesota Wild         | NHL        | 80   | 22  | 28  | 50  | 18  | –  | –  | –  | –  | –  |
| 2009–10    | Minnesota Wild         | NHL        | 82   | 25  | 36  | 61  | 12  | –  | –  | –  | –  | –  |
| 2010–11    | Minnesota Wild         | NHL        | 82   | 18  | 28  | 46  | 16  | –  | –  | –  | –  | –  |
| 2011–12    | Chicago Blackhawks     | NHL        | 78   | 12  | 15  | 27  | 4   | 6  | 1  | 0  | 1  | 0  |
| NHL totalt | NHL totalt             | NHL totalt | 1109 | 268 | 465 | 733 | 314 | 49 | 17 | 18 | 35 | 14 |